# Predná Magura
Predná Magura (pol. Przednia Magura, 1171 m) – szczyt w Niżnych Tatrach na Słowacji, zamykający od wschodu wylot Doliny Lupczańskiej (Ľupčianska dolina). Jest to mało wybitne wzniesienie we wschodnim grzbiecie Lupczańskiej Magury (Ľupčianska Magura). Na szczycie Przedniej Magury grzbiet ten zmienia kierunek na północny i poprzez Rumanec opada do Kotliny Liptowskiej w miejscowości Partizánska Ľupča. Południowo-zachodnie i zachodnie stoki Przedniej Magury opadają do doliny Ľupčianki, która w tym miejscu dokonała przełomu między Przednią Magura a szczytami Šlosiar i Sliačska Magura.
Predná Magura jest porośnięta lasem, ale cały jej grzbiet od Rumanca niemal po sam szczyt Lupczańskiej Magury zajmuje długa grzbietowa łąka, dzięki temu jest on doskonałym punktem widokowym na Liptów, Góry Choczańskie, Tatry i pobliskiego Salatína. Poprowadzono jeden szlak turystyczny, kończący się na szczycie Przedniej Magury. Można jednak ścieżką przez grzbietową halę podejść wyżej, w kierunku szczytu Ľupčianska Magura. Sam szczyt Ľupčianskiej Magury jednak porasta las, pozbawiony więc jest panoramy widokowej.
Klub Słowackich Turystów na szczycie Predná Magura zamontował duży krzyż, wiatę, stół i ławki dla turystów. Nieco pod szczytem, przy żółtym szlaku turystycznym jest pomnik upamiętniający 7 żołnierzy słowackich, którzy zginęli tutaj w 1947 r. w walce z banderowcami.

## Szlaki turystyczne
Partizánska Ľupča (Biela Ľupča) – Rumanec – Predná Magura. Odległość 4,8 km, suma podejść 575 m, czas przejścia: 1:50 h, ↑ 1:20 h

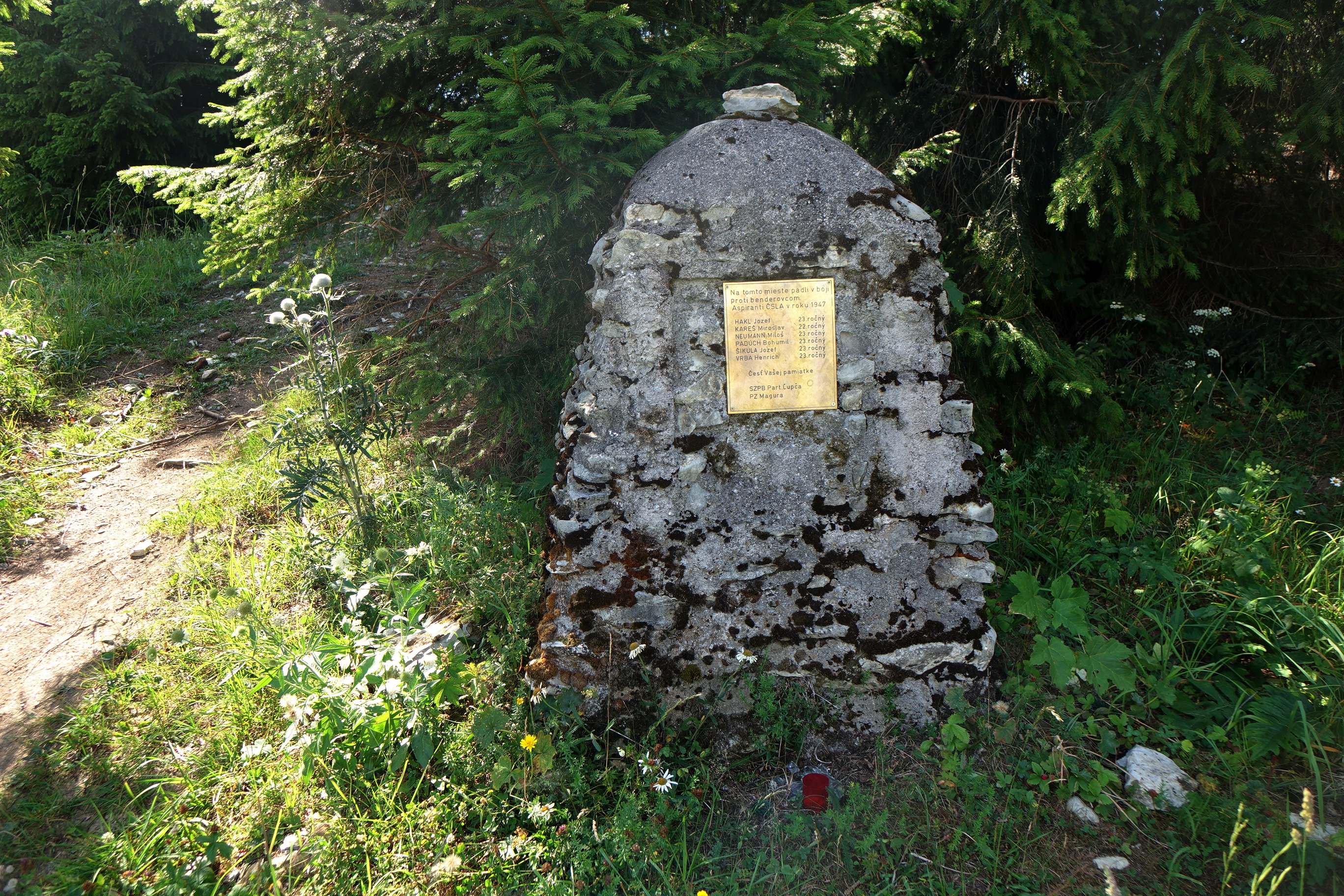
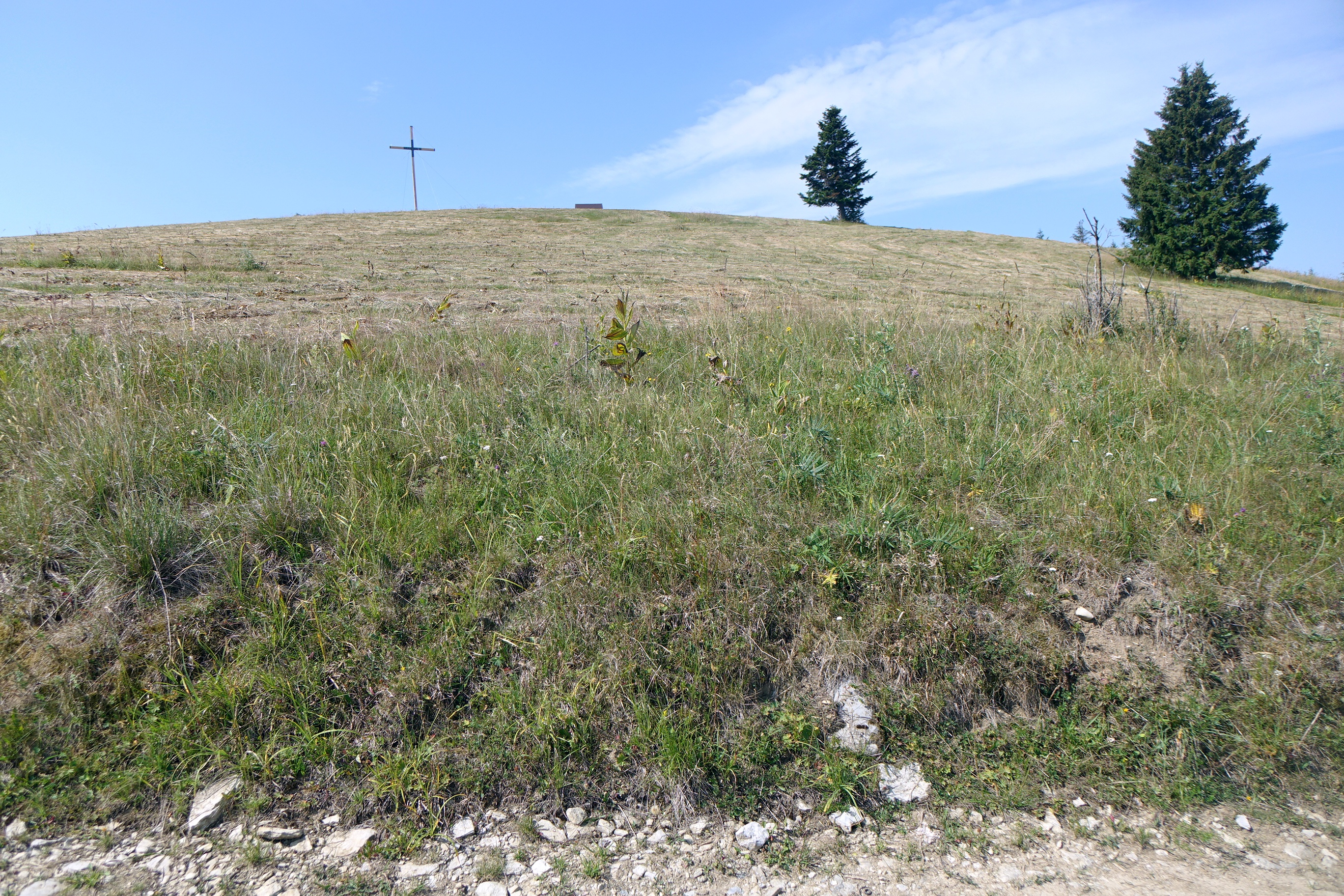
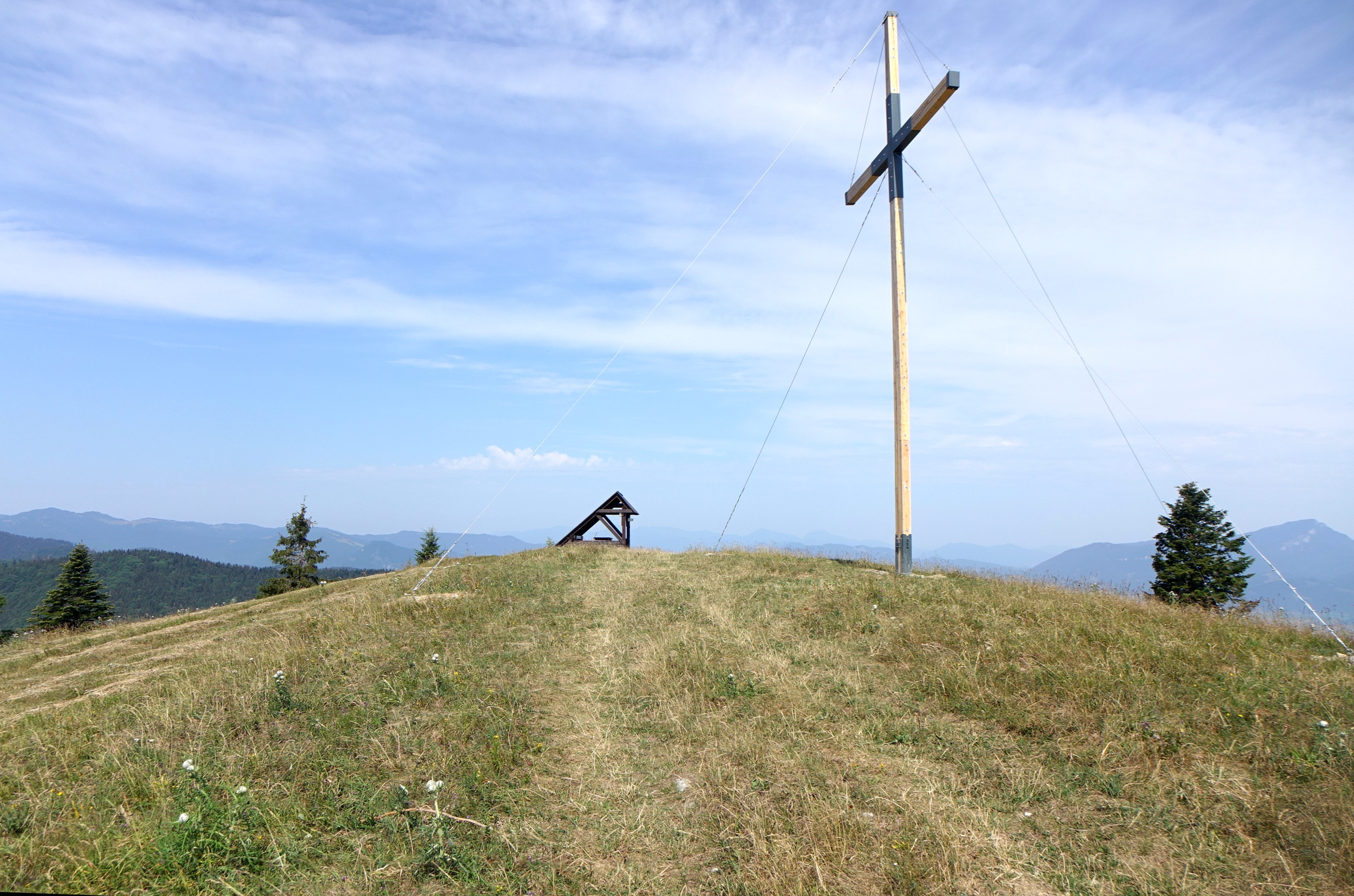
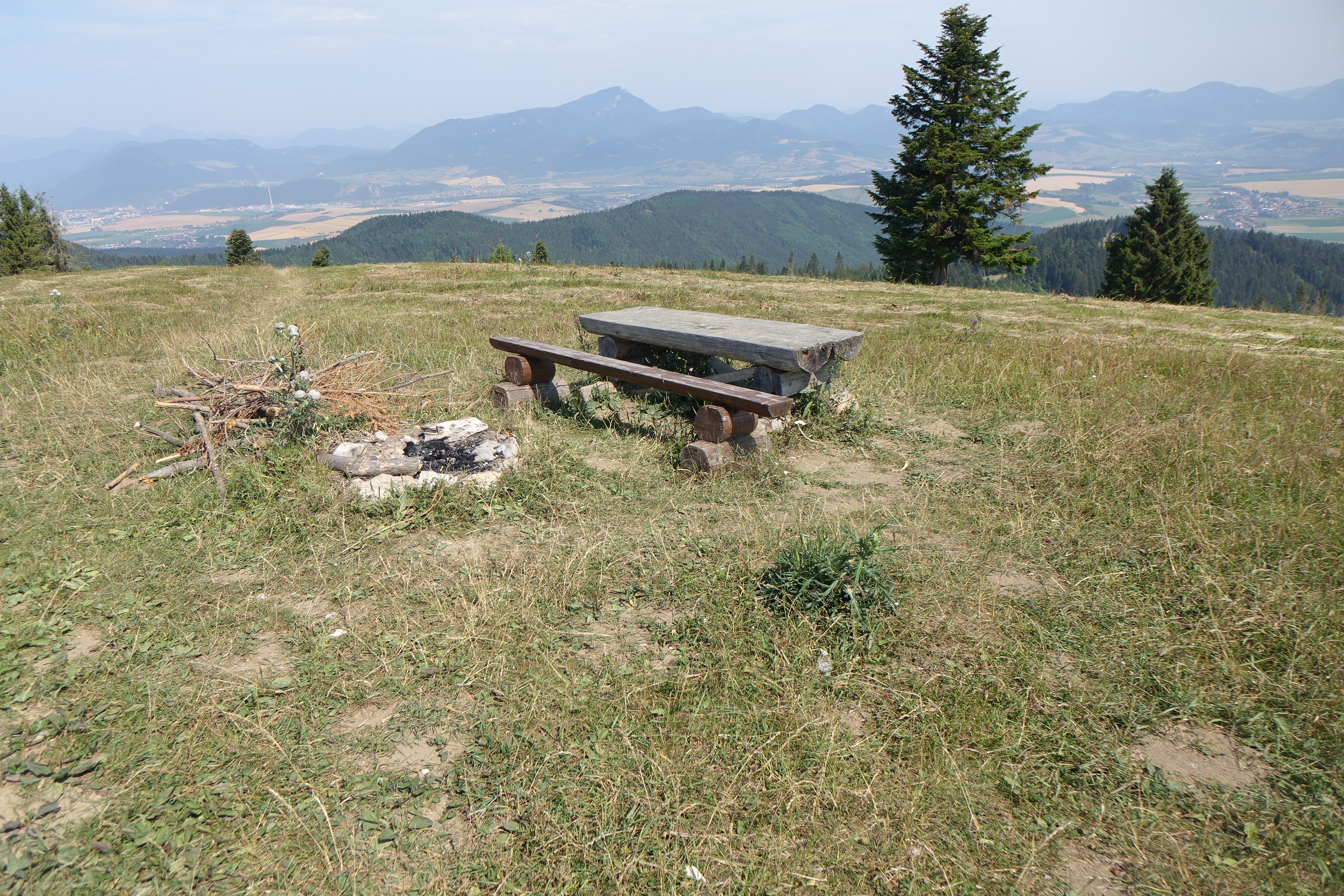
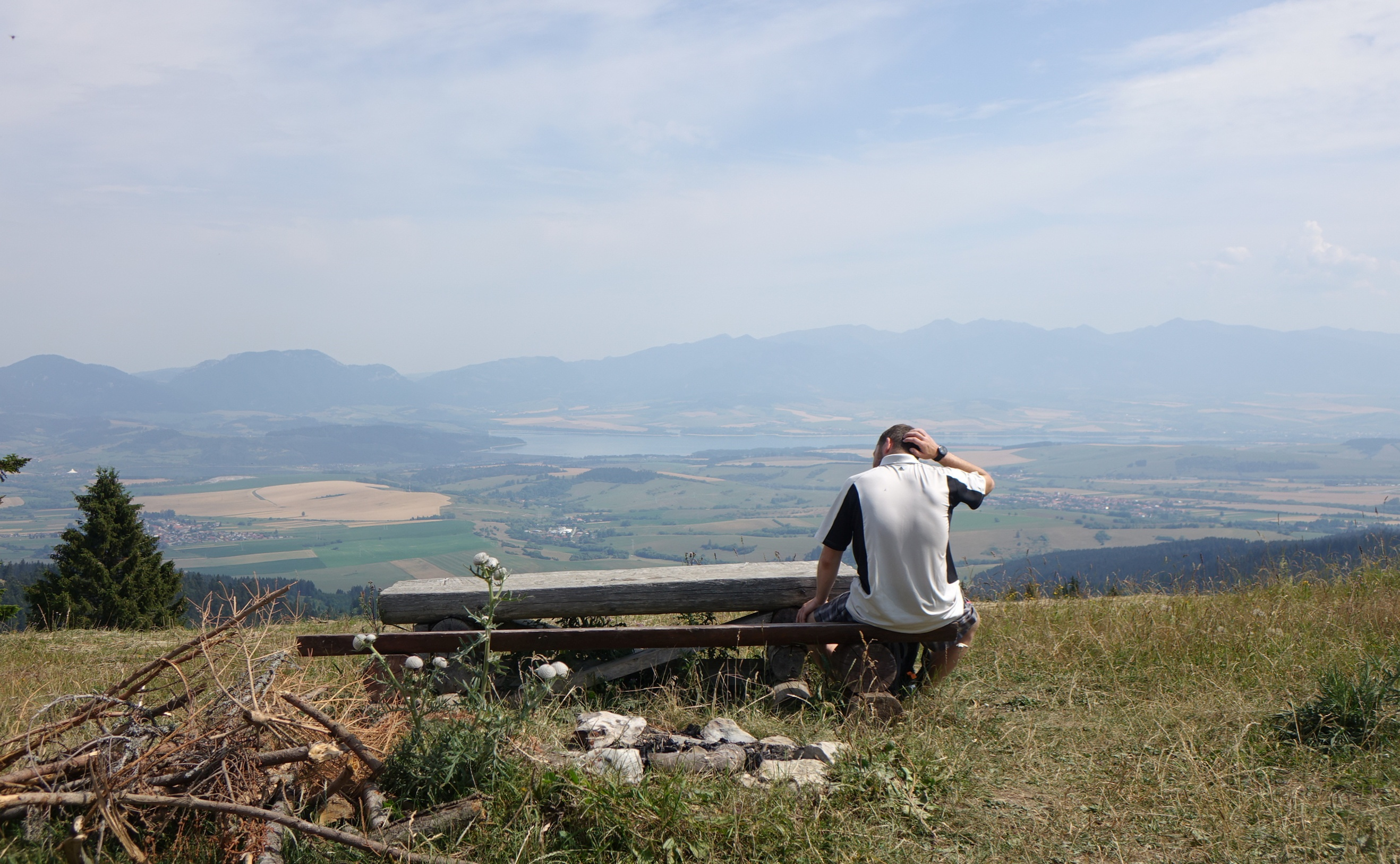
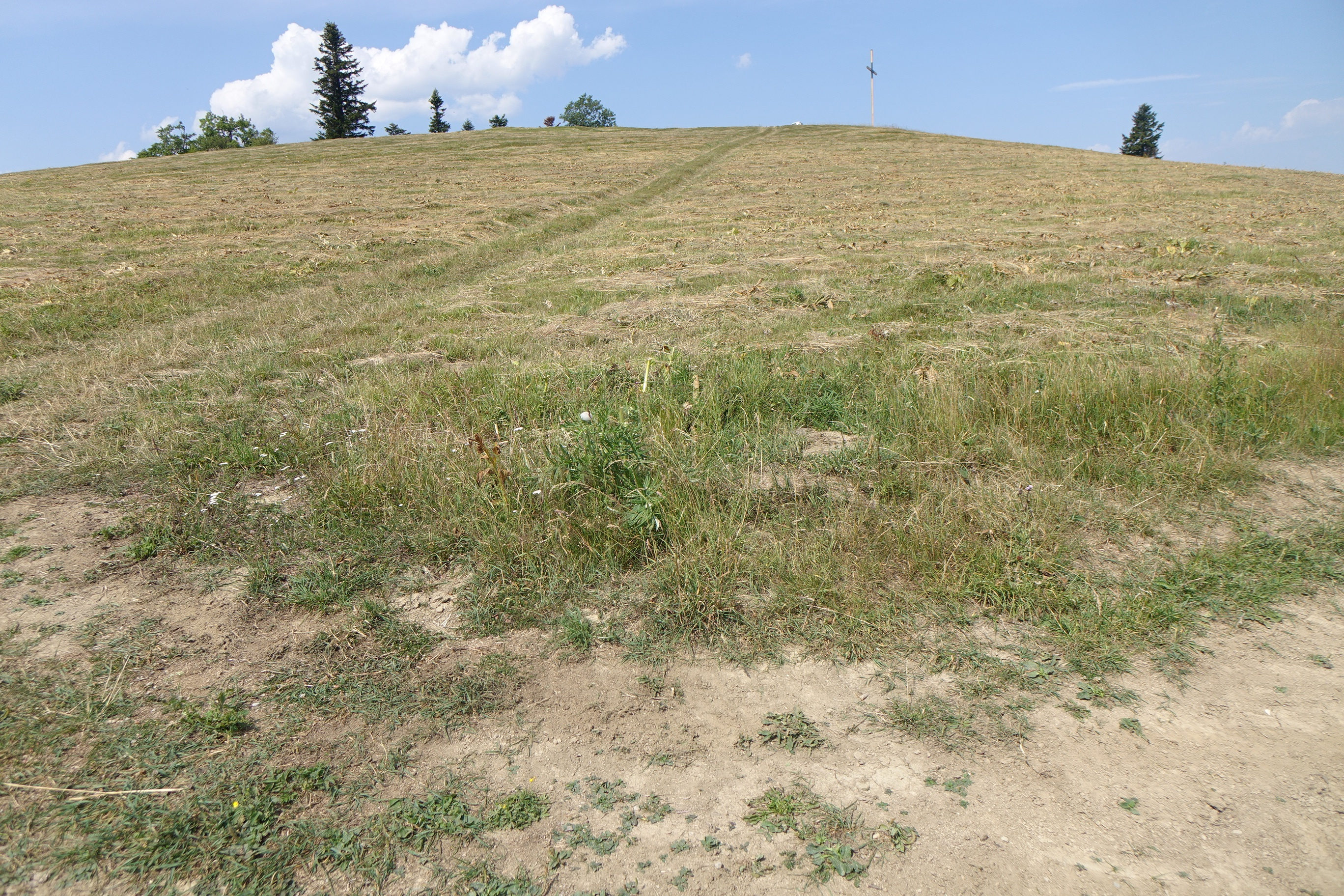